# Bernhard Servatius
Bernhard Servatius (* 14. April 1932 in Magdeburg) ist ein deutscher Jurist, Testamentsvollstrecker von Axel Springer und Aufsichtsratsvorsitzender der Axel Springer AG 1985 bis 2002.

## Leben
Bernhard Servatius studierte Rechtswissenschaften an der Universität zu Köln, der Universität Freiburg in Freiburg (Schweiz) und an der Universität Hamburg. 1954 machte er sein erstes und zweites juristisches Staatsexamen. Im Jahre 1957 wurde er mit der Arbeit Für ehemündig erklärte Männer und ihre Ehen zum Dr. jur. mit magna cum laude promoviert.
Servatius machte sich 1959 als Rechtsanwalt selbständig und war bis zu seinem altersbedingten Austritt 2018 Seniorpartner der Hamburger Anwaltskanzlei Servatius Rechtsanwälte (ab 2020: Teil der Schomerus & Partner), eine der erfolgreichsten Rechtsanwaltskanzleien in Hamburg. Als Rechtsanwalt trat er zwar nur viermal als Strafverteidiger auf, errang aber erstmals 1965 als Verteidiger in den Mariotti-Prozessen bundesweite Aufmerksamkeit. Hauptbetätigungfelder waren das Zivil- und das Wirtschaftsrecht. 1970 wurde er ständiger juristischer Berater von Axel Springer und später auch dessen Testamentsvollstrecker. Nach dessen Tod 1985 rückte er in eine zentrale Rolle der Axel Springer AG und wurde als enger Berater von Friede Springer unternehmerischer Gestalter in verschiedenen Führungspositionen des Verlagshauses. Nach mehr als 30 Jahren Engagement für das Haus Springer legte Bernhard Servatius am 30. Juni 2002 den Vorsitz des Aufsichtsrats nieder, den er seit 1985 innehatte und schied aus dem Aufsichtsrat aus.
Seit 1985 ist Servatius Professor für Medien-, Urheber- und Vertragsrecht an der Hochschule für Musik und Theater in Hamburg. Servatius ist seit 1999 stellvertretender Vorsitzender des Aufsichtsrats des Finanzdienstleisters AWD-Gruppe und Aufsichtsratsmitglied der equitrust Aktiengesellschaft in Hamburg (bis Dez. 2006). Zudem ist er Beiratsmitglied der EnBW in Karlsruhe und der Hapag-Lloyd AG in Hamburg.
Bernhard Servatius ist seit 1950 Mitglied der katholischen Studentenverbindung K.D.St.V. Rheinland Köln im CV, der K.D.St.V.Teutonia und später auch der K.D.St.V. Wiking Hamburg im CV. Servatius war 1971 bis 1975 Mitglied der Würzburger Synode, einer gemeinsamen Synode der katholischen Bistümer in Deutschland. Er gründete 1976 die Katholische Akademikerarbeit Deutschlands (KAD), war deren Präsident von 1976 bis 1980. Von 1972 bis 1986 war er Vizepräsident des Zentralkomitees der deutschen Katholiken (ZdK). Bis 1980 war er Berater in der Kommission Wissenschaft und Kultur sowie der Publizistischen Kommission der Deutschen Bischofskonferenz. Er war wiederholt Delegierter des Vatikanstaates bei den Vereinten Nationen, bei der Konferenz über Sicherheit und Zusammenarbeit in Europa (KSZE) und von 1970 bis 1986 Vorstandsvorsitzender des Raphaels-Werkes für Aus- und Weiterwanderer. Servatius war langjährig Mitglied des Kuratoriums der Deutschen Stiftung Denkmalschutz und von 2002 bis Ende 2010 dessen Vorsitzender.

## Ehrungen und Auszeichnungen
Er wurde unter anderem ausgezeichnet mit dem Bundesverdienstkreuz 1. Klasse (1987), dem Bayerischen Verdienstorden und dem Ehrenkreuz in Gold der Republik Österreich für Kultur und Wissenschaft. Vom Weizmann-Institut für Wissenschaften in Rehovot (Israel) wurde er mit dem Ehrendoktorat „Dr. phil. h.c.“ ausgezeichnet.

## Ehrenamtliches Engagement
Unter anderem ist/war Bernhard Servatius in zahlreichen ehrenamtlichen Tätigkeiten, Kuratorien und Stiftungen engagiert:
- Deutsche Stiftung Denkmalschutz
- Stiftung Deutsche Welthungerhilfe
- Deutsches Herzzentrum Berlin
- Förderverein des Universitären Herzzentrums Hamburg
- Freie Akademie der Künste in Hamburg
- Förderverein zum Wiederaufbau des Berliner Stadtschlosses
- Stiftung Wissenschaft und Politik
- Förderverein der Arabischen Zentralbibliothek in Bab el-Zahra
- Förderverein der Philharmonie der Nationen
- Hermann-Gmeiner-Fonds Deutschland e.V. (SOS-Kinderdorf)
- The Jerusalem Foundation

## Schriften
- Die Zukunft der Medien im europäischen Binnenmarkt, Dt. Inst.-Verlag 1990, ISBN 3-602-24903-4, zusammen mit Bernd Möwe